# Marie Carré
Marie Martiné Carré mais conhecida por Marie Carré é uma actriz portuguesa.

## Filmografia
- Agosto (1988)[3]
- La chambre (1988)
- L'île d'amour (1989).
- L'homme imaginé (1990)
- Attends-moi (1996)
- Fala Comigo (2003)
- A Vingança de Uma Mulher (2011)